# フェラーリ (小惑星)
フェラーリ (4122 Ferrari) は小惑星帯の小惑星である。イタリア、ボローニャのサン・ヴィットーレ天文台で発見された。
イタリアの自動車会社フェラーリを設立したエンツォ・フェラーリに因んで命名された。